# Dinesh Fernando
Dinesh Fernando – lekkoatleta ze Sri Lanki specjalizujący się w trójskoku.
Złoty medalista mistrzostw kraju.
Rekord życiowy: 16,37 (10 listopada 2012, Kolombo)  – rezultat ten jest aktualnym rekordem Sri Lanki.